# Ronago
Ronago là một đô thị ở tỉnh Como trong vùng Lombardia, có cự ly khoảng 45 km về phía tây bắc của Milano và khoảng 8 km về phía tây của Como, on the border with Switzerland. Tại thời điểm ngày 31 tháng 12 năm 2004, đô thị này có dân số 1.648 người và diện tích là 2,1 km².
Ronago giáp các đô thị: Chiasso (Thụy Sĩ), Drezzo, Novazzano (Thụy Sĩ), Uggiate-Trevano.